# متکو بابیچ
متکو بابیچ (انگلیسی: Matko Babić؛ زادهٔ ۲۸ ژوئیهٔ ۱۹۹۸) بازیکن فوتبال اهل کرواسی است.
از باشگاه‌هایی که در آن بازی کرده‌است می‌توان به باشگاه فوتبال رودش، باشگاه فوتبال رییکا، باشگاه فوتبال لوکوموتیو زاگرب، و باشگاه ورزشی لیماسول اشاره کرد.
وی همچنین در تیم‌های ملی فوتبال زیر ۱۷ ، ۱۸ ، ۱۹ ۲۰ و زیر ۲۱ سال کرواسی بازی کرده‌است.